# Telegramma
Telegramma (russisk: Телеграмма) er en sovjetisk spillefilm fra 1971 af Rolan Bykov.

## Medvirkende
- Nina Arkhipova som Katja Inozemtseva
- Jurij Nikulin som Fjodor Fjodorovitj
- Valentina Berezutskaja
- Nikolaj Burljaev som Gleb
- Rolan Bykov